# Henk Raaff
Henk Raaff (1938) is een Nederlands schrijver en voormalig journalist en documentairemaker. Zijn aandachtsgebieden zijn met name reisreportages en volkshuisvesting.

## Biografie
Raaff maakte als journalist voor de Volkskrant reisreportages (Stappen, Zuidoost Azië, China), schreef over architectuur en ruimtelijke ordening in Vrij Nederland en publiceerde in de VPRO-gids, NRC, Trouw en andere bladen. Hij schreef diverse boeken, waaronder Oostzeejournaal, Een Goudgrijze Spiegel (genomineerd voor de Bob den Uylprijs 2004 als beste reisboek), een fotoboek over Cas Oorthuys en samen met Anthon Beeke onder andere het fotoboek Amsterdam-Amsterdam. Verder interviewde hij o.a. Aung San Su Ky, Andrzej Wajda, Astrid Lindgren, Johan Cruyff, Jan Tinbergen en Marion Dönhoff.
Als documentairemaker werkte Raaff voor de VARA, de NOS en de overheid. Hij maakte onder meer documentaires over volkshuisvesting en stedenbouw: over de Amsterdamse wijk Betondorp, het Joods Historisch Museum, 100 jaar Station Amsterdam Centraal, de Westelijke Tuinsteden en de Haagse Schilderswijk.
Samen met Bas Lubberhuizen richtte hij de destilleerderij van eau de vie Stokerij Lubberhuizen & Raaff op. Deze kreeg in 2009 tijdens het Destillatie Gala de onderscheiding 'Edelbrand des Jahres.

## Werk

### Documentaires (selectie)
- 1997: Schilderswijk. Regie, Scenario, Producent
- 1995: Een voortreffelijk plan - de Amsterdamse westelijke tuinsteden. Regie, scenario, producent
- 1990: Volkshuisvesting in Amsterdam. Producent, regie
- 1989: Amsterdam CS productie, regie
- 1990: Amsterdam-Amsterdam, voor de opening van het Joods Historisch museum, regie
- 1985: Betondorp, 1 mei film voor de VARA, productie, regie
- 1987-2000 IJ-beeld, stedenbouwkundige ontwikkelingen langs de IJ-oevers

### Boeken (selectie)
- 2022: Amsterdam. Amsterdam: een beeld van een stad in 150 jaar fotografie. Met Anthon Beeke
- 2004: Cas Oorthuys : Amsterdam. Foto's Cas Oorthuys, tekst Flip Bool & Henk Raaff
- 2003: Een goudgrijze spiegel: Verslag van een reis naar China via Zweden, Rusland en Mongolië
- 1995: Oostzee-journaal: een reis door Scandinavië, de Baltische republieken, Kaliningrad, Polen en Noord-Duitsland. Met Willem Ellenbroek
- 1996: De Asielhond[6]
- 1995: Tuffen over het water door Nederland
- 1982: Stappen, drie delen

- Bibliothèque nationale de France: cb14619497f (data)
- Digitale Bibliotheek voor de Nederlandse Letteren: raaf002
- International Standard Name Identifier: 0000 0000 3579 9300
- Library of Congress Control Number: n96035206
- Nederlandse Thesaurus van Auteursnamen: 068514654
- RKD-Nederlands Instituut voor Kunstgeschiedenis: 280499
- Système universitaire de documentation: 164260021
- Virtual International Authority File: 42094510